# Борзя
Бо́рзя (бур. Бооржо) — город (с 1950 года) в Забайкальском крае России, административный центр Борзинского района и городского поселения «Борзинское».
Население — 29 596 чел. (2021).

## География
Расположен на левом берегу реки Борзи (правый приток Онона, бассейн Амура), в 372 км (по автодороге) к юго-востоку от краевого центра — города Читы. Через Борзю проходят федеральная автомагистраль А350 Чита — Забайкальск — граница с КНР и южная ветка Забайкальской железной дороги (ЗабЖД) Тарская — Забайкальск. В городе расположена узловая станция Борзя. Расстояние по железной дороге до Читы — 344 км.

### Природные достопримечательности
В 24 км к юго-западу от города, в замкнутой котловине, находится памятник природы — Борзинское солёное озеро. В его окрестностях произрастают лук многокорневой, занесённый в Красную книгу Забайкальского края, ирис Латке, осока и др. Озеро интересно тем, что в засушливые периоды наполовину высыхает и на дне образуется мирабилитовая корка, называемая черепом. Поверх него осаждается поваренная соль. Именно здесь, в XVIII—XIX веках, существовал соляной промысел и объём добычи составлял более 100 000 пудов.
Далее к юго-западу, в 50 км от города за Борзинским озером, расположен Даурский заповедник.

## История
Поселение возникло в XVIII веке практически сразу после подписания Буринского договора 20 августа 1727 года, неподалёку от кочевий агинских бурят на реке Борзе (бур. Бооржо) у солёных озёр. С 1756 года на борзинских озёрах стали производить промышленную добычу поваренной соли, которая велась 180 лет. В речи русских поселенцев название посёлка несколько изменилось, стало произноситься Борзя. В 1828 и 1834 годах Борзю посетил первый поэт Забайкалья Ф. И. Бальдауф. В 1891 году в Борзе проживало 226 человек, было 4 дома, 46 юрт.
Новый этап в развитии посёлка связан с началом строительства в 1899 году Забайкальского участка Транссибирской магистрали — Кайдаловской ветви. Сюда со всех концов страны ехали кадровые рабочие из больших промышленных городов. Был основан железнодорожный посёлок, план которого составил землемер Лаврентьев. Открытие посёлка состоялось 9 мая 1900 года, в день столетия со дня смерти генералиссимуса А. В. Суворова, поэтому посёлок получил название «Суворовский», но оно не привилось, и за посёлком сохранилось название станции Борзя.
Посёлок Борзинский относился к Первой Чиндантской станице Забайкальского казачьего войска, а посёлок Суворовский относился ко Второй Чиндатской станице.
Из поселка пролегали четыре тракта. В самом поселке было несколько улиц: Бульварная, 1-я и 2-я Ононская, Онон — Борзинская, Пушкинская, Барабашевская и Корсаковская. Церкви не было, население посещало церковь при ст. Борзя. Школы тоже не было, ближайшая школа находилась в с. Чиндант, посещали её немногие дети, в железнодорожную школу детей из Суворовского не принимали из-за отсутствия мест. Медицинское обслуживание отсутствовало, ближайший лечебный пункт находился во Втором Чинданте, где по штату было положено два фельдшера, но в 1906—1907 гг. не было ни одного. Население поселка при станции Борзя разделялось на две выселки: одни поселились в поселке Суворовский, другие в землянках на противоположной стороне за линейной частью. Если жители поселка занимались торговлей, скотоводством, работали на железной дороге, то жители землянок определённых занятий не имели.
С 1911 года в Борзе ежегодно проходили ярмарки по распродаже кож, шерсти, мяса, куда съезжался торговый люд со всего Забайкалья и Монголии. Работала почтово-телеграфная контора, множество лавок и базар, скотобойня. Велись занятия в двух школах — частной и железнодорожной, действовала церковь.
В годы Гражданской войны в Борзе бывали деятели Белого движения барон Унгерн и атаман Семёнов. В мае 1918 года на станции Борзя Семёнов объявил себя, представителя кадетской партии С. А. Таскина и генерала И. Ф. Шильникова «Временным Забайкальским правительством», установив тем самым Забайкальскую государственность и независимость от России, продлившуюся до ликвидации 15 ноября 1922 года Дальневосточной республики. Борзя связана также с именем советского писателя А. А. Фадеева, участвовавшего в ноябре 1920 году в её освобождении от белогвардейцев. В течение двух месяцев в 1920 году в Борзе размещалось «белое» правительство Забайкальской области.
В 1924 году Борзя становится уездным, а с 1928 года районным центром, которому подчинялись территории нынешних Александро-Заводского и Забайкальского районов, впоследствии отделившихся.
В 1950 году посёлок Борзя преобразован в город.
В январе 2015 года вандалами осквернён мемориал «Воинская слава». К дню 70-летия Великой Победы мемориал полностью восстановлен и реконструирован, епископ Нерчинский и Краснокаменский Димитрий (Елисеев) освятил его.
В 2015 году танковый экипаж из Борзи стал чемпионом мира по танковому биатлону.

### Борзя в годы Великой Отечественной войны
Свыше 10 тысяч человек было призвано на фронт из Борзи и Борзинского района.
Жигмит Жигдуров, уроженец Борзинского района, ценой своей жизни уничтожил группу немецких автоматчиков, прорвавшихся на советский командный пункт, и был представлен к награде орденом Красного Знамени. Сотни имён борзинцев были выгравированы на гранитных плитах мемориала воинской славы.
Местные органы власти и социального обеспечения проявили заботу о семьях погибших фронтовиков, демобилизованных воинах и инвалидах.
Во время войны в Борзе располагались военные госпитали:
- 111 Полевой подвижной госпиталь, ст. Борзя
- 326 Военный госпиталь, г. Борзя и 79 разъезд (Шерловая Гора)
- 403 Военный госпиталь, г. Борзя
- 1840 Эвакогоспиталь, г. Борзя
- 1077 Госпиталь для легкораненых, г. Борзя
- 2632 Госпиталь для легкораненых, г. Борзя
- 3181 Госпиталь для легкораненых, г. Борзя
- 4923 Эвакогоспиталь, г. Борзя[11]

Борзя в годы войны испытывала огромные трудности. В отличие от многих городов и районов, где развитие народного хозяйства было компенсировано за счёт эвакуированных предприятий и населения с европейской территории СССР, Борзинскому району, в основе своей сельскохозяйственному, пришлось обходиться собственными силами. Исключением была железная дорога, где всё же работали эвакуированные специалисты.
В Борзе с 1941 года была расквартирована 36-я армия, вошедшая в состав Забайкальского фронта.

## Климат
В Борзе резко континентальный климат. Борзя является самым солнечным городом России, среднегодовое число часов солнечного сияния составляет 2797 часов, или 63 % от нахождения солнца выше уровня горизонта, что на 1066 часов или в 1,62 раз больше, чем в Москве. В январе ночная температура в среднем по новой норме равна -34. Самая низкая температура в Борзе была отмечена в декабре 1901 года и составила -51.7, вскоре после абсолютного максимума июня в Москве. Абсолютный максимум был отмечен в июне 2010 года и составил +41.4, таким образом годовой перепад вырос до 93.1.  
- Среднегодовая температура воздуха — −1,5 °C
- Относительная влажность воздуха — 66,4 %
- Средняя скорость ветра — 3,0 м/с[13]
- Солнечное сияние 2797 часов

| Показатель                             | Янв.  | Фев.  | Март  | Апр.  | Май   | Июнь | Июль | Авг. | Сен.  | Окт.  | Нояб. | Дек.  | Год   |
| -------------------------------------- | ----- | ----- | ----- | ----- | ----- | ---- | ---- | ---- | ----- | ----- | ----- | ----- | ----- |
| Абсолютный максимум, °C                | 0,0   | 7,1   | 20,8  | 30,1  | 37,2  | 41,4 | 40,3 | 37,6 | 34,4  | 25,8  | 12,4  | 4,4   | 41,3  |
| Средний суточный максимум, °C          | −19,9 | −14,9 | −4,2  | 7,7   | 16,9  | 23,7 | 25,7 | 23,2 | 16,3  | 6,8   | −7,3  | −17,4 | 4,7   |
| Средняя температура, °C                | −27,2 | −23,3 | −12,1 | 0,7   | 9,6   | 16,7 | 19,4 | 16,7 | 9,1   | −0,3  | −13,9 | −24   | −2,4  |
| Средний суточный минимум, °C           | −34   | −31,3 | −20,8 | −6,8  | 1,1   | 8,6  | 13,1 | 10,4 | 2,5   | −7    | −20,6 | −30,6 | −9,6  |
| Абсолютный минимум, °C                 | −50   | −49   | −43,6 | −30,8 | −12,3 | −4,5 | 1,2  | −2,8 | −13,8 | −29,1 | −43,1 | −51,7 | −51,7 |
| Норма осадков, мм                      | 3     | 3     | 4     | 9     | 16    | 46   | 88   | 71   | 37    | 9     | 5     | 4     | 295   |
| Источник: Thermo-Karelia World Climate |       |       |       |       |       |      |      |      |       |       |       |       |       |

| Показатель                       | Янв.  | Фев.  | Март  | Апр. | Май  | Июнь | Июль  | Авг. | Сен. | Окт. | Нояб. | Дек.  | Год   |
| -------------------------------- | ----- | ----- | ----- | ---- | ---- | ---- | ----- | ---- | ---- | ---- | ----- | ----- | ----- |
| Средний суточный максимум, °C    | −18,5 | −12,9 | −2,4  | 10,0 | 18,7 | 24,7 | 26,7  | 24,2 | 17,3 | 7,4  | −5,6  | −6,3  | 6,1   |
| Средняя температура, °C          | −25,9 | −21,3 | −10,7 | 1,9  | 10,7 | 17,1 | 20,0  | 17,3 | 9,9  | −0,1 | −12,4 | −23   | −1,4  |
| Средний суточный минимум, °C     | −33,3 | −29,8 | −19,4 | −6,2 | 2,6  | 9,4  | 13,4  | 10,5 | 2,5  | −7,6 | −19,2 | −29,7 | −8,9  |
| Среднее число дней с осадками    | 4,8   | 4,3   | 3,0   | 2,2  | 6,4  | 10,0 | 13,3  | 9,9  | 7,1  | 2,9  | 5,3   | 7,5   | 76,6  |
| Норма осадков, мм                | 2,3   | 2,7   | 3,0   | 7,0  | 29,9 | 63,5 | 184,1 | 67,9 | 26,6 | 6,2  | 5,0   | 5,3   | 403,5 |
| Среднее число дней с заморозками | 31,0  | 28,0  | 30,8  | 26,5 | 9,2  | 0,8  | 0,0   | 0,4  | 10,1 | 28,6 | 30,0  | 31,0  | 226,4 |
| Источник: pogodaonline.ru        |       |       |       |      |      |      |       |      |      |      |       |       |       |

| Солнечное сияние, часов за месяц.                 | Солнечное сияние, часов за месяц.                 | Солнечное сияние, часов за месяц.                 | Солнечное сияние, часов за месяц.                 | Солнечное сияние, часов за месяц.                 | Солнечное сияние, часов за месяц.                 | Солнечное сияние, часов за месяц.                 | Солнечное сияние, часов за месяц.                 | Солнечное сияние, часов за месяц.                 | Солнечное сияние, часов за месяц.                 | Солнечное сияние, часов за месяц.                 | Солнечное сияние, часов за месяц.                 | Солнечное сияние, часов за месяц.                 | Солнечное сияние, часов за месяц.                 |
| Месяц                                             | Янв                                               | Фев                                               | Мар                                               | Апр                                               | Май                                               | Июн                                               | Июл                                               | Авг                                               | Сен                                               | Окт                                               | Ноя                                               | Дек                                               | Год                                               |
| Солнечное сияние, ч                               | 152                                               | 203                                               | 264                                               | 267                                               | 304                                               | 303                                               | 276                                               | 270                                               | 231                                               | 226                                               | 162                                               | 140                                               | 2797                                              |
| Солнечное сияние за 2009—2018 гг, часов за месяц. | Солнечное сияние за 2009—2018 гг, часов за месяц. | Солнечное сияние за 2009—2018 гг, часов за месяц. | Солнечное сияние за 2009—2018 гг, часов за месяц. | Солнечное сияние за 2009—2018 гг, часов за месяц. | Солнечное сияние за 2009—2018 гг, часов за месяц. | Солнечное сияние за 2009—2018 гг, часов за месяц. | Солнечное сияние за 2009—2018 гг, часов за месяц. | Солнечное сияние за 2009—2018 гг, часов за месяц. | Солнечное сияние за 2009—2018 гг, часов за месяц. | Солнечное сияние за 2009—2018 гг, часов за месяц. | Солнечное сияние за 2009—2018 гг, часов за месяц. | Солнечное сияние за 2009—2018 гг, часов за месяц. | Солнечное сияние за 2009—2018 гг, часов за месяц. |
| Месяц                                             | Янв                                               | Фев                                               | Мар                                               | Апр                                               | Май                                               | Июн                                               | Июл                                               | Авг                                               | Сен                                               | Окт                                               | Ноя                                               | Дек                                               | Год                                               |
| Солнечное сияние, ч                               | 175.1                                             | 210.7                                             | 277.0                                             | 277.5                                             | 289.0                                             | 308.5                                             | 285.6                                             | 262.8                                             | 240.6                                             | 227.7                                             | 170.0                                             | 144.4                                             | 2868.8                                            |
| ------------------------------------------------- | ------------------------------------------------- | ------------------------------------------------- | ------------------------------------------------- | ------------------------------------------------- | ------------------------------------------------- | ------------------------------------------------- | ------------------------------------------------- | ------------------------------------------------- | ------------------------------------------------- | ------------------------------------------------- | ------------------------------------------------- | ------------------------------------------------- | ------------------------------------------------- |

## Население
| 1891    | 1907    | 1924    | 1939    | 1959    | 1967    | 1970    | 1976    | 1979    | 1989    |
| ------- | ------- | ------- | ------- | ------- | ------- | ------- | ------- | ------- | ------- |
| 226     | ↗1224   | ↗2976   | ↗10 340 | ↗23 680 | ↗26 000 | ↗27 815 | ↗28 800 | ↗35 817 | ↗36 373 |
| 1992    | 1996    | 1998    | 2000    | 2001    | 2002    | 2003    | 2005    | 2006    | 2007    |
| ↗36 700 | ↘32 400 | ↘31 900 | ↘31 100 | ↘31 000 | ↗31 460 | ↗31 500 | ↘31 100 | ↘30 700 | ↘30 600 |
| 2008    | 2010    | 2011    | 2012    | 2013    | 2014    | 2015    | 2016    | 2017    | 2018    |
| ↘30 400 | ↗31 379 | ↗31 400 | ↘30 816 | ↘30 308 | ↘29 822 | ↘29 405 | ↘29 050 | ↘28 874 | ↗28 888 |
| 2019    | 2020    | 2021    |         |         |         |         |         |         |         |
| ↗29 181 | ↗29 225 | ↗29 596 |         |         |         |         |         |         |         |

На 1 января 2025 года по численности населения город находился на 506-м месте из 1124 городов Российской Федерации.

## Экономика
На станции Борзя находятся локомотивное депо и вагонное эксплуатационное депо. Действует Борзинское автотранспортное предприятие. На месте разорившегося ООО «Элеватор» работает ООО «Читинская зерновая компания». В Борзе присутствуют филиалы крупных банков и ведущих операторов связи. До 1998 года существовал маслозавод; мясокомбинат практически прекратил своё существование и не занимается производством продукции ввиду отсутствия сырья.
В Борзе до апреля 2009 года находился штаб 36-й общевойсковой армии, передислоцированный в Улан-Удэ; в нескольких километрах от города, в военном городке Борзя-3, дислоцируется 36-я отдельная мотострелковая бригада. Ранее с марта 1972 года здесь дислоцировалась 150-я мотострелковая дивизия.

## Религия

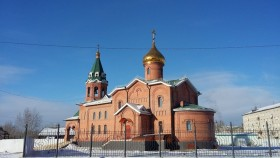
Храм Преподобного Сергия Радонежского в Борзе

В Борзе есть приход храма преподобного Сергия Радонежского Нерчинской и Краснокаменской епархии Русской Православной Церкви, а также религиозная организация церковь «Спасение» Христиан веры евангельской.

## Культура и образование

### Учреждения культуры
В центре города находятся «Социально-культурный центр» и Борзинский районный краеведческий музей, Борзинская межпоселенческая центральная библиотека, недалеко от привокзальной площади, рядом с храмом преподобного Сергия Радонежского, находится кинотеатр «Восток».

### Памятные места

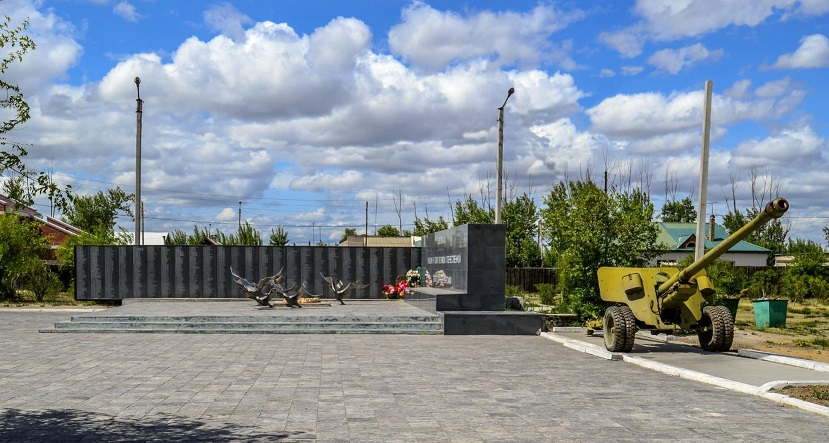
Мемориал в Борзе

Братская могила 44 воинов, погибших от ранений в госпиталях в 1941—1945 годах; могила Д. И. Матафонова, командира партизанского артдивизиона и члена Алтагачанскогой коммуны; мемориал «Воинская слава»; братская могила красных партизан, павших в боях за освобождение станции от войск атамана Семёнова (Привокзальная площадь). Танк Т-34 на постаменте в честь 6-й гвардейской танковой Армии.
В городском парке находятся памятный обелиск жертвам политических репрессий, старое разорённое и превращённое в свалку кладбище в районе школы № 15, кладбищенская часовня, храм в честь преподобного Сергия Радонежского.
В 2017 году на площади им. Ленина у здания ДК Железнодорожников был установлен раритетный паровоз 1953 года выпуска Л-2084 в качестве памятника.

### Образование
В городе имеются средние учебные заведения (Борзинское медицинское училище), профессионально-техническое училище, музыкальная и художественные школы, Борзинский центр детско-юношеского творчества и спорта.

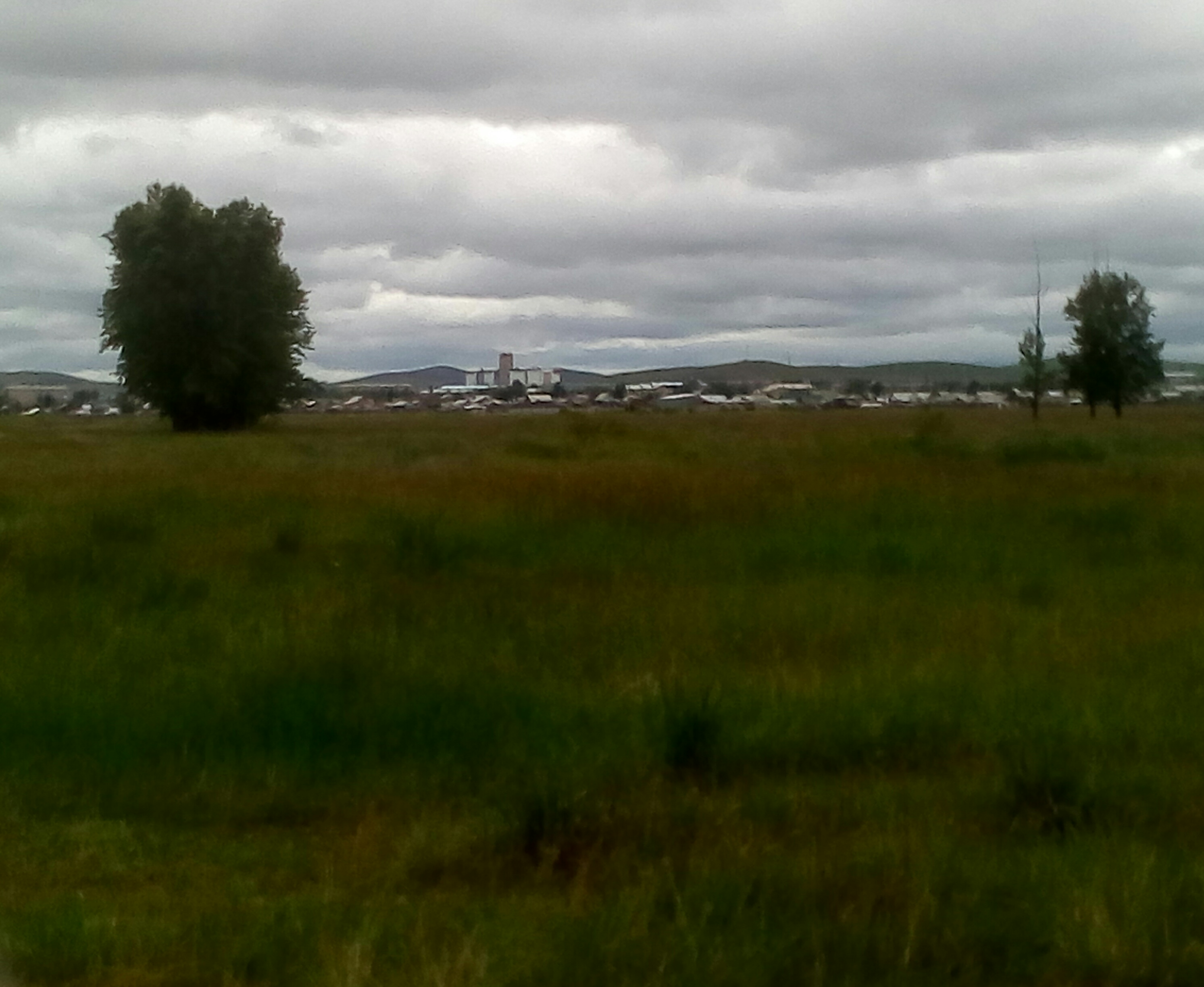
Вид на город Борзя с северо-запада.

## Транспорт
Город — важный транспортный узел, где пересекаются железнодорожные ветки (станция Борзя) и автомобильные дороги, связывающие город со многими районами региона, а также транспортные магистрали, соединяющие город с Китаем и Монголией. В 2009—2010 годах была проведена железнодорожная ветвь Нарын I (Борзя) — Лугокан, к 2011 году железная дорога доходит до населённого пункта Александровский Завод. В 2012 году в торжественной обстановке была проведена церемония завершения строительства. Однако в настоящее время[когда?]

 данный отрезок железнодорожной магистрали пришёл в негодность — стальная колея ржавеет, шпалы рассыхаются, насыпь размыло.Также имеется автобусное сообщение с населёнными пунктами Забайкальского края.

## Известные люди
- Асатиани, Георгий Ираклиевич (1914—1977) — режиссёр документального кино, народный артист СССР (1967)

- Буров, Виталий Юрьевич (род. 6 июня 1956 года) — доктор экономических наук, директор НИИ «Высшая школа экономики, управления и предпринимательства ЗабГУ». Главный редактор научного журнала «Теневая экономика»[42].

- Сергачёв, Виктор Николаевич (1934—2013) — актёр

- Галкин, Игорь Николаевич  - советский геофизик и писатель-популяризатор науки.

- Гвоздикова, Наталья Фёдоровна (род. 7 января 1948 года) — актриса

- Гусельникова, Тамара Валентиновна -  советский архитектор-реставратор.

- Заозерский, Юрий Петрович - советский и российский учёный и конструктор, доктор технических наук, Главный конструктор Опытно-конструкторского бюро «ГАЗ».

- Кузнецов, Юрий Викторович (1946—2020) — подполковник ВДВ, Герой Советского Союза

- Лунёв, Вячеслав Петрович - советский футболист, вратарь. Мастер спорта СССР.

- Лысюк, Сергей Иванович (род. 25 июля 1954 года) — полковник внутренних войск, Герой Российской Федерации
- Мялица Анатолий Константинович (род. 23 октября 1940 года) - советский и украинский руководитель машиностроения. Генеральный директор Харьковского государственного авиационного производственного предприятия. Герой Украины (1999).

- Николаева, Любовь Алексеевна (род. 9 октября 1947 года) — российская ученый-ботаник, профессор фармакогнозии

- Парыгина, Наталья Деомидовна - советский и российский писатель.
- Самойлова, Ирина Валерьевна - советская и российская гребчиха-байдарочница,участница двух летних Олимпийских игр.